# Kadukothanahalli, Maddur
Kadukothanahalli là một làng thuộc tehsil Maddur, huyện Mandya, bang Karnataka, Ấn Độ.